# مارك إي. كابلان
مارك إي. كابلان (بالإنجليزية: Mark E. Kaplan)‏ هو سياسي أمريكي، ولد في 1967م. حزبياً، نشط في الحزب الجمهوري.